# Grünweiße Flockenblume
Die Grünweiße Flockenblume (Centaurea hypoleuca) ist eine Pflanzenart aus der Gattung der Flockenblumen (Centaurea) in der Familie der Korbblütler (Asteraceae).

## Merkmale
Die Grünweiße Flockenblume ist eine ausdauernde, krautige Pflanze, die Wuchshöhen von 30 bis 60 Zentimeter erreicht. Die Blätter sind unregelmäßig fiederschnittig bis fiederlappig. Die Köpfe haben einen Durchmesser von 3 bis 6 Zentimeter. Die Hüllblattanhängsel sind lanzettlich-dreieckig. Der mittlere Teil ist 1 bis 2 Millimeter breit.
Die Blütezeit reicht von Juli bis Oktober.

## Vorkommen
Die Art kommt in der Türkei auf Schotter und Felsen in Höhenlagen von 600 bis 2600 Meter vor.

## Nutzung
Die Grünweiße Flockenblume wird zerstreut als Zierpflanze für Staudenbeete sowie als Schnittblume genutzt. Die Sorte 'John Couts' hat Köpfe mit einem Durchmesser von 6 Zentimeter und duftende, rosa Blüten. Die Sorte 'Abraxas' erreicht Wuchshöhen von 30 Zentimeter und hat einen kompakt buschigen Wuchs.

## Belege
- Eckehart J. Jäger, Friedrich Ebel, Peter Hanelt, Gerd K. Müller (Hrsg.): Exkursionsflora von Deutschland. Begründet von Werner Rothmaler. Band 5: Krautige Zier- und Nutzpflanzen. Springer, Spektrum Akademischer Verlag, Berlin/Heidelberg 2008, ISBN 978-3-8274-0918-8.